# Sensus divinitatis

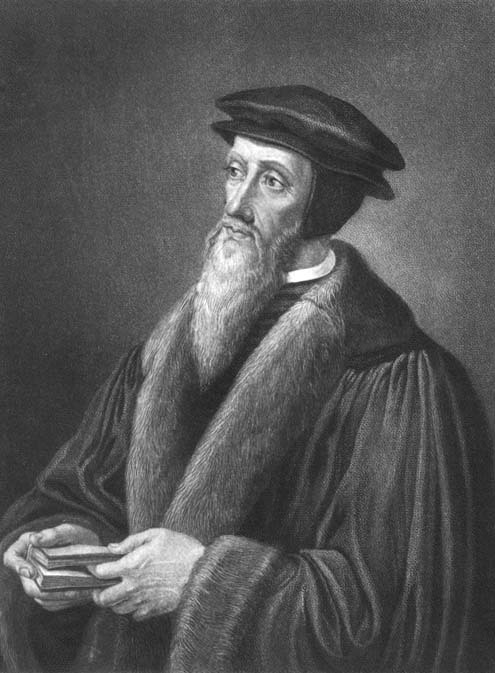
Жан Кальвин

Sensus divinitatis (лат.  божественное чувство, чувство Бога) — термин, впервые использованный Жаном Кальвином для описания гипотетического человеческого чувства, которое его последователи предполагали врождённым.

## Апологетика Алвина Плантинги
Аналитический философ Алвин Плантинга считал, что Sensus divinitatis является способностью отдельной от разума и от него независимой, а проявлению этого чувства мешают человеческие грехи. Для сохранения и развития этого чувства необходима Божья помощь как результат покаяние и молитвы. За обоснованием Sensus divinitatis Плантинга обращается к Эпикуру и сочинению Цицерона «О природе богов», где есть мысль (prolêpsis) — о «предвосхищении о богах как существующих, блаженных и бессмертных живых существах», а также ссылается на слова Фомы Аквинского из «Суммы против язычников» о смутном и общем знании Бога, наличие которого тот признает у большинства людей.

## Критика
Философ Эван Фалес представляет ряд аргументов против присутствия Sensus divinitatis, среди которых расхождение мнений даже в рамках христианских конфессий, а также отсутствие явно превосходящей морали христиан против нехристиан. Стивен Мейтцен считает, что демография религиозных убеждений делает существование Sensus divinitatis маловероятным, поскольку очевидно, что это чувство распространено явно неравномерно.